# Tokinivae

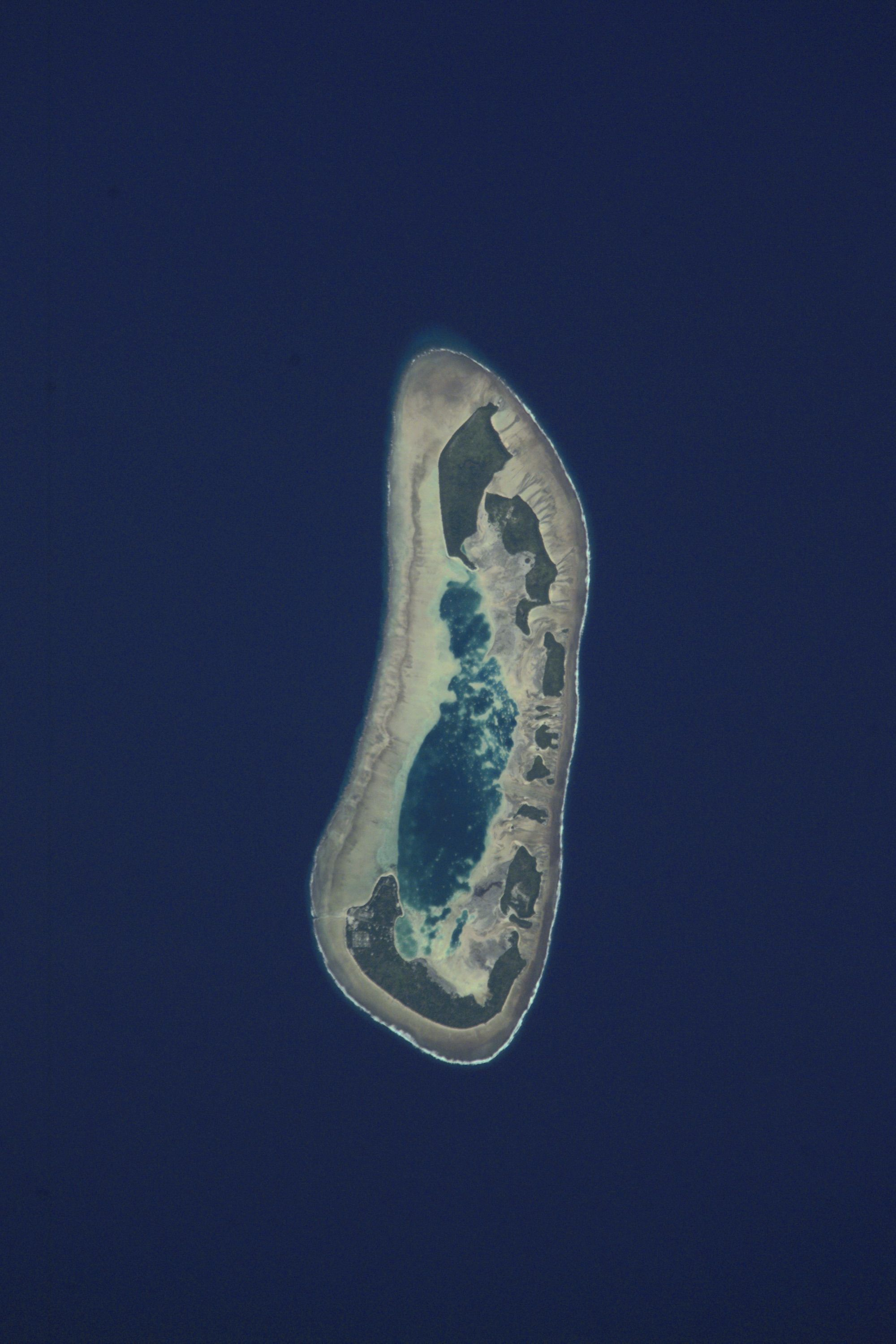
Atol de Nui, Tuvalu

Tokinivae é um ilhéu do atol de Nui, da nação de Tuvalu.